# Married to It
Married to It is een Amerikaanse komediefilm uit 1991, geregisseerd door Arthur Hiller en geproduceerd door Thomas Baer. De hoofdrollen worden vertolkt door Beau Bridges, Stockard Channing en Robert Sean Leonard.

## Verhaal
Het verhaal gaat over drie totaal verschillende stellen die toch bevriend raken. Eén koppel is rijk en net getrouwd, het tweede stel bestaat uit twee ex-hippies die het al jaren met elkaar uithouden, en het derde koppel is een jong stel met heel wat problemen.

## Rolbezetting
| Acteur                | Personage             |
| --------------------- | --------------------- |
| Beau Bridges          | John Morden           |
| Stockard Channing     | Iris Morden           |
| Robert Sean Leonard   | Chuck Bishop          |
| Mary Stuart Masterson | Nina Bishop           |
| Cybill Shepherd       | Claire Laurent        |
| Ron Silver            | Leo Rothenberg        |
| Don Francks           | Sol Chamberlain       |
| Donna Vivino          | Lucy Rothenberg       |
| Jimmy Shea            | Marty Morden          |
| Nathaniel Moreau      | Kenny Morden          |
| Diane D'Aquila        | Madeleine Rothenberg  |
| Chris Wiggins         | Dave                  |
| Paul Gross            | Jeremy Brimfield      |
| Gerry Bamman          | Arthur Everson        |
| Djanet Sears          | Mrs. Foster           |
| George Sperdakos      | Murray                |
| Larry Reynolds        | Mullaney              |
| Edward I. Koch        | Zichzelf              |
| Louis Di Bianco       | Romero                |
| George Guidall        | Advocaat              |
| John Ottavino         | Advocaat              |
| Jamie De Roy          | Nieuwslezer           |
| Nancy Cser            | Blonde bij het Ballet |
| Chris Bickford        | Student               |
| Jason Pechet          | Student               |
| Charles Kerr          | Bankier               |
| Susan Henley          | Secretaresse          |
| Howard Jerome         | Verhuizer             |
| Marilyn Boyle         | Oude Vrouw            |
| Mark Gomes            | Ross                  |
| Philip Akin           | Limo Chauffeur        |
| Gregory Jbara         | Kelner                |
| Michael A. Miranda    | Trendy Kelner         |